# 弯子木科
弯子木科（学名：Cochlospermaceae）也叫螺旋子科、旋籽木科或弯胚树科，共有2属约15-25种，分布在全世界的热带地区，以美洲和非洲最多，中国有1种，生长在云南。
本科植物为乔木或灌木，有带颜色的树汁，单叶互生，有托叶；花大，一般为黄色；果实为蒴果，包含有许多种子，种子弯曲有毛。
1981年的克朗奎斯特分类法将其列入红木科中，1998年根据基因亲缘关系分类的APG 分类法认为应该单独分出一个科，列在锦葵目中，但可以选择性地与红木科合并。

## 下属分类
本科包括以下属：
- Amoureuxia Müll.Berol., 1857
- 弯子木属 Cochlospermum Kunth
- Lachnocistus Duchass. ex Linden & Planch.